# Elektromos cselló
Az elektromos cselló az elektromos hegedű „testvére”, az akusztikus cselló „unokatestvére”. Húrjai megegyeznek az akusztikus társával, a teste is az „eredetit” imitálja, de az elektromos csellónál ritka, hogy a teste tömör legyen, ill. hogy egyáltalán legyen teste. 
Tulajdonképpen túlságosan a csellószerű kialakításra se lenne szükség, de mivel az elektromos csellón – értelemszerűen – általában csellisták játszanak, ezért a hangszer úgy lett tervezve, hogy megfeleljen a modern igényeknek, de egyben „kompatibilis” is legyen az akusztikussal.
Az elektromos modell messze nem rendelkezik akkora rajongói bázissal, mint az eredeti. Ugyan sokkal rugalmasabb a hangja és könnyebb szállítani, de drága és hasonló hatást lehet elérni akkor is, ha elektromos kiegészítőket rakunk fel a csellóra. Ekkor viszont nincs szükség új hangszerre. Persze egyes modern zenészek, akik fogékonyak az új dolgokra, támogatják ezt a találmányt.